# Sthéfanie Paulino
Pour les articles homonymes, voir Paulino.
Sthéfanie Tiele Martins Paulino est une joueuse brésilienne de volley-ball née le 4 mars 1993 à Lavras. Elle mesure 1,91 m et joue au poste d'attaquante. 

## Clubs
| Club                    | De        | À         |
| ----------------------- | --------- | --------- |
| Lavras Tênis Clube      | 2000-2001 | 2006-2007 |
| Grêmio de Vôlei Osasco  | 2007-2008 | 2008-2009 |
| Macaé Sports            | 2009-2010 | 2009-2010 |
| Minas Tênis Clube       | 2010-2011 | 2010-2011 |
| São Bernardo            | 2011-2012 | 2011-2012 |
| Schweriner SC           | 2012-2013 | 2012-2013 |
| Minas Tênis Clube       | 2013-2014 | 2013-2014 |
| Jakarta Bank DKI        | 2015-2015 | 2015-2015 |
| Atlético Voleibol Clube | 2016-2017 | …         |

## Palmarès

### Équipe nationale
- Championnat d'Amérique du Sud  des moins de 18 ans
  - Vainqueur : 2008.
- Championnat du monde des moins de 18 ans
  - Vainqueur : 2009.
- Championnat du monde des moins de 20 ans
  - Finaliste : 2011.

### Clubs
- Coupe d'Allemagne
  - Vainqueur : 2013.
- Championnat d'Allemagne
  - Vainqueur : 2013.

### Distinctions individuelles
- Championnat d'Amérique du Sud féminin de volley-ball des moins de 18 ans 2008: MVP.